# Koestlin
Koestlin (Коэстлин) — хорватская пищевая компания, базирующаяся в Бьеловаре и специализирующаяся на кондитерских изделиях. Фирма была основана в 1905 году хорватским промышленником Драгутином Вольфом; в 1921 году компания начала выпускать печенье и вафли. В 1932 году сыновья Вольфа Отто и Славко Волк договорились о сотрудничестве с венгерской фирмой Koestlin. Предприятие было национализирован после Второй мировой войны югославскими коммунистами. В начале XXI века «Koestlin» занимала второе место производстве печенья в Хорватии, с долей рынка в 25 % и объёмом продаж свыше 50 тонн в день. Является членом группы Mepas, владельцем которой является предприниматель из Боснии и Герцеговины Мирко Грбешич.

## Миссия
Koestlin формулирует свою миссию как «производство высококачественных и современных продуктов, с целью завоевания доверия потребителей». Достижение этой цели осуществляется «с помощью опросов покупателей и исследования рынка, выполнением норм и законов, внедрением новой продукции и технологий». Компания удовлетворяет «потребности человека в здоровом питании и улучшает качество жизни каждого и общества в целом».

## Позиция компании
По данным самой компании, половину своей продукции Koestlin продаёт на зарубежных рынках: в Словении, Боснии и Герцеговине, Македонии, США, Швеции, Канаде, Словакии, Чехии, Румынии, России, Сербии, Израиле, Иордании, Австралии, ОАЭ, Болгарии, Австрии, Швейцарии.
В 2017 года Koestlin увеличила свою долю в компании Maraska: владение акций Koestlin в Maraska в течение года будет увеличено с 21,9 до 45,3 процента. Предполагается, что акционеры Marasca на общем собрании, запланированном на 13 июня, примут решение об увеличении уставного капитала. Из-за размером долга Maraska перед Koestlin и неспособность первой выплатить подобные суммы, компания предложила руководству Koestlin план рекапитализации: управление Koestlin приняло это предложение в середине апреля 2017 года. Фирма Deloitte была выбрана в качестве аудиторской компании для сделки.

## Концепция развития
По собственным словам, Koestlin является успешной компанией с традициями, которые существуют уже более ста лет. Согласно своему взгляду на собственное будущее, компания своими результатами будет стараться сохранить одно из ведущих мест на хорватском кондитерском рынке, а также — сохранить 1-е место в области производства мучных кондитерских изделий. Для этого её необходимо как сохранить производство наиболее известных своих продуктов, которые по соотношению цены и качества будут удовлетворять нужды хорватских и мировых потребителей, так и удовлетворять потребности своих сотрудников. Россия, и её кондитерский рынок, особо выделяется фирмой Koestlin в смысле перспектив освоения.
Своим преимуществом на экспортном рынке Koestlin считает владение экспортным номером, выданным в 2004 году, и введением системы анализа опасности по контрольным точкам — благодаря которому проводится превентивный контроль безопасности производимой продукции. А сертификация по системе IFS (International Food Standard) позволяет фирме работать на рынке Европейского Союза.
В дополнение к своей лицензированной лаборатории для тестов и анализов продукции, Koestlin сотрудничает с факультетом пищевой биотехнологии в университете Загреба — также и с другими учреждениями, связанными с хорватской кондитерской промышленностью.

## Награды
Koestlin получила две большие золотые медали «за сохранение качества продукции»: за продукты Карат и Капучино — и медаль «Чемпион качества» за продукт «Спекулаас».
Продукты Koestlin были награждены в 2002 году: вафли Ява получили золотую медаль качества, а ромовые кубики — медаль «Чемпион качества».